# 쌍곡선 함수
수학에서 쌍곡선 함수(雙曲線函數, 영어: hyperbolic function)는 일반적인 삼각함수와 유사한 성질을 갖는 함수로 삼각함수가 단위원 그래프를 매개변수로 표시할 때 나오는 것처럼, 표준쌍곡선을 매개변수로 표시할 때 나온다.

## 종류

sinh, cosh, tanh

csch, sech, coth

삼각함수(원함수)의 사인, 코사인, 탄젠트 등에서 추론되어 각각에 대응되는 다음과 같은 함수가 있다.
- 쌍곡사인(hyperbolic sine)

{\displaystyle \sinh x={\frac {e^{x}-e^{-x}}{2}}=-i\sin ix\!}
- 쌍곡코사인(hyperbolic cosine)

{\displaystyle \cosh x={\frac {e^{x}+e^{-x}}{2}}=\cos ix\!}
- 쌍곡탄젠트(hyperbolic tangent)

{\displaystyle \tanh x={\frac {\sinh x}{\cosh x}}}
{\displaystyle ={\frac {\frac {e^{x}-e^{-x}}{2}}{\frac {e^{x}+e^{-x}}{2}}}={\frac {e^{x}-e^{-x}}{e^{x}+e^{-x}}}={\frac {e^{2x}-1}{e^{2x}+1}}=-i\tan ix\!}
- 쌍곡코시컨트(hyperbolic cosecant)

{\displaystyle \operatorname {csch} x={\frac {1}{\sinh x}}={\frac {2}{e^{x}-e^{-x}}}=i\,\csc \,ix\!}
- 쌍곡시컨트(hyperbolic secant)

{\displaystyle \operatorname {sech} x={\frac {1}{\cosh x}}={\frac {2}{e^{x}+e^{-x}}}=\sec {ix}\!}
- 쌍곡코탄젠트(hyperbolic cotangent)

{\displaystyle \coth x={\frac {\cosh x}{\sinh x}}}
{\displaystyle ={\frac {\frac {e^{x}+e^{-x}}{2}}{\frac {e^{x}-e^{-x}}{2}}}={\frac {e^{x}+e^{-x}}{e^{x}-e^{-x}}}={\frac {e^{2x}+1}{e^{2x}-1}}=i\cot ix\!}

## 삼각함수와의 관계
2차원 평면상에서 매개변수 {\displaystyle t}를 사용한 자취 {\displaystyle (\cos t,\,\sin t)}가 단위원 {\displaystyle x^{2}+y^{2}=1}을 그리는 것처럼, {\displaystyle (\cosh t,\,\sinh t)}은 쌍곡선 {\displaystyle x^{2}-y^{2}=1} 을 그린다. 이는 다음과 같은 간단한 관계를 통해 쉽게 알 수 있다.
{\displaystyle \cosh ^{2}t-\sinh ^{2}t=1\,}
그러나 쌍곡선 함수는 삼각함수와 달리 주기함수가 아니라는 차이가 있다.
매개변수 {\displaystyle t}가 단위원을 그리는 삼각함수의 경우에 각을 뜻하는 양인 것과는 달리 쌍곡선 함수의 경우에는 평면상의 면적에 대응하는 쌍곡각(雙曲角, hyperbolic angle)에 대응한다. 쌍곡각은 {\displaystyle x}축과 쌍곡선, 그리고 {\displaystyle (\cosh t,\,\sinh t)}위의 점과 원점을 지나는 직선이 이루어지는 면적을 두배한 양으로 정의된다.
{\displaystyle \cosh \,x}는 짝함수 즉 {\displaystyle y}축에 대해 대칭이며, {\displaystyle \cosh 0\,=\,1}이다.
{\displaystyle \sinh \,y}는 홀함수 즉 원점에 대해 대칭이며, {\displaystyle \sinh 0\,=\,0}이다.
쌍곡선 함수는 삼각함수 공식과 매우 유사한 항등식을 만족한다. 실제로 오스본 법칙에 따라 어떤 삼각함수 항등식이라도 쌍곡선 항등식으로 변환될 수 있다. 예를 들어 삼각함수의 덧셈정리와 반각공식은 다음과 같은 쌍곡선 함수의 덧셈 정리와 반각 공식으로 바뀐다.
- 덧셈 정리
{\displaystyle \sinh(x+y)=\sinh x\cosh y+\cosh x\sinh y\,}
{\displaystyle \cosh(x+y)=\cosh x\cosh y+\sinh x\sinh y\,}
{\displaystyle \tanh(x+y)={\frac {\tanh x+\tanh y}{1+\tanh x\tanh y}}\,}
- 반각 공식
{\displaystyle \cosh ^{2}{\frac {x}{2}}={\frac {\cosh x+1}{2}}}
{\displaystyle \sinh ^{2}{\frac {x}{2}}={\frac {\cosh x-1}{2}}}

## 역함수
쌍곡선 함수의 역함수는 다음과 같다.
{\displaystyle {\begin{aligned}\operatorname {arcsinh} (x)&=\ln \left(x+{\sqrt {x^{2}+1}}\right)\\\operatorname {arccosh} (x)&=\ln \left(x+{\sqrt {x^{2}-1}}\right);x\geq 1\\\operatorname {arctanh} (x)&={\frac {1}{2}}\ln \left({\frac {1+x}{1-x}}\right);\left|x\right|<1\\\operatorname {arccsch} (x)&=\ln \left({\frac {1}{x}}+{\frac {\sqrt {1+x^{2}}}{\left|x\right|}}\right);x\neq 0\\\operatorname {arcsech} (x)&=\ln \left({\frac {1}{x}}+{\frac {\sqrt {1-x^{2}}}{x}}\right);0<x\leq 1\\\operatorname {arccoth} (x)&={\frac {1}{2}}\ln \left({\frac {x+1}{x-1}}\right);\left|x\right|>1\\\end{aligned}}}

## 역쌍곡함수의 미분
{\displaystyle {\frac {d}{dx}}\,\operatorname {arcsinh} \,x={\frac {1}{\sqrt {x^{2}+1}}}}
{\displaystyle {\frac {d}{dx}}\,\operatorname {arccosh} \,x={\frac {1}{\sqrt {x^{2}-1}}}}
{\displaystyle {\frac {d}{dx}}\,\operatorname {arctanh} \,x={\frac {1}{1-x^{2}}}}
{\displaystyle {\frac {d}{dx}}\,\operatorname {arccsch} \,x=-{\frac {1}{\left|x\right|{\sqrt {1+x^{2}}}}}}
{\displaystyle {\frac {d}{dx}}\,\operatorname {arcsech} \,x=-{\frac {1}{x{\sqrt {1-x^{2}}}}}}
{\displaystyle {\frac {d}{dx}}\,\operatorname {arccoth} \,x={\frac {1}{1-x^{2}}}}

## 역쌍곡함수의 부정적분
{\displaystyle {\begin{aligned}\int {\frac {du}{\sqrt {a^{2}+u^{2}}}}&=a^{-1}\operatorname {arcsinh} \left({\frac {u}{a}}\right)+C\\\int {\frac {du}{\sqrt {u^{2}-a^{2}}}}&=a^{-1}\operatorname {arccosh} \left({\frac {u}{a}}\right)+C\\\int {\frac {du}{a^{2}-u^{2}}}&=a^{-1}\operatorname {arctanh} \left({\frac {u}{a}}\right)+C;u^{2}<a^{2}\\\int {\frac {du}{u{\sqrt {a^{2}+u^{2}}}}}&=-a^{-1}\operatorname {arccsch} \left|{\frac {u}{a}}\right|+C\\\int {\frac {du}{u{\sqrt {a^{2}-u^{2}}}}}&=-a^{-1}\operatorname {arcsech} \left({\frac {u}{a}}\right)+C\\\end{aligned}}}
C는 적분상수이다.

## 복소수와 쌍곡선 함수
지수함수가 모든 복소수를 인자로 받을 수 있기 때문에, 지수함수의 사칙연산으로 정의된 쌍곡선 함수 또한 복소수까지 확장시킬 수 있다. 이때, sinh z와 cosh z는 복소평면 위 어떤 점에서도 해석적인 전해석 함수(entire function)이다.
삼각함수와의 관계는 복소수에 대한 오일러 공식으로 다음과 같이 주어진다.
{\displaystyle e^{ix}=\cos x+i\;\sin x}
{\displaystyle \cosh(ix)={\frac {e^{ix}+e^{-ix}}{2}}=\cos(x)}
{\displaystyle \sinh(ix)={\frac {e^{ix}-e^{-ix}}{2}}=i\sin(x)}
{\displaystyle \tanh(ix)=i\tan(x)\,}
{\displaystyle \sinh(x)=-i\sin(ix)\,}
{\displaystyle \cosh(x)=\cos(ix)\,}
{\displaystyle \tanh(x)=-i\tan(ix)\,}
{\displaystyle \operatorname {arsinh} (x)=i\arcsin(-ix)}
{\displaystyle \operatorname {arcosh} (x)=i\arccos(x)}
{\displaystyle \operatorname {artanh} (x)=i\arctan(-ix)}

## 테일러 급수
{\displaystyle \sinh x=x+{\frac {x^{3}}{3!}}+{\frac {x^{5}}{5!}}+{\frac {x^{7}}{7!}}+\cdots =\sum _{n=0}^{\infty }{\frac {x^{2n+1}}{(2n+1)!}}}
{\displaystyle \cosh x=1+{\frac {x^{2}}{2!}}+{\frac {x^{4}}{4!}}+{\frac {x^{6}}{6!}}+\cdots =\sum _{n=0}^{\infty }{\frac {x^{2n}}{(2n)!}}}
이 테일러 급수는 sinh와 cosh의 미분을 이용해서 얻을 수도 있고, {\displaystyle e^{x}}와 {\displaystyle e^{-x}}의 테일러 전개를 sinh와 cosh의 정의식에 대입해서 얻을 수도 있다.

## 같이 보기
- 현수선(懸垂線, catenary): {\displaystyle \cosh x}는 일정한 중력장에서 양끝이 고정되어 있고 밀도가 일정한 줄이 아래로 늘어질 때 그리는 곡선이다.
- 삼각함수
- 쌍곡선